# Punctoribates inecola
Punctoribates inecola är en kvalsterart som först beskrevs av Hisayoshi Nozaki och Nakamura 2004.  Punctoribates inecola ingår i släktet Punctoribates och familjen Punctoribatidae. Inga underarter finns listade i Catalogue of Life.